# Johann Konrad Ulmer

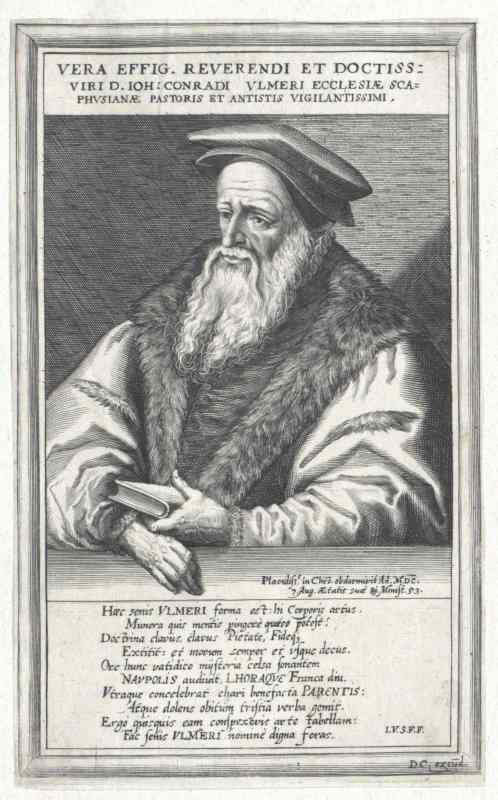
Johann Conrad Ulmer, Stich um 1600

Johann Konrad Ulmer (auch von Ulm bzw. lateinisch ab Ulmis; * 31. März 1519 in Schaffhausen; † 7. August 1600 ebenda) war ein Schweizer evangelischer Theologe und vielseitig interessierter Gelehrter. Er gilt als Reformator der Grafschaft Rieneck und nach Sebastian Hofmeister als zweiter Reformator Schaffhausens.

## Leben
Ulmer erhielt seine erste Ausbildung an der Lateinschule seiner Vaterstadt. Zum Studium ging er 1537 nach Basel, wo ihn Simon Grynaeus in sein Haus aufnahm. Hier hörte er Oswald Myconius, Bonifacius Amerbach und Andreas Bodenstein. 1538 zog er weiter nach Straßburg, um Martin Bucer, Johannes Calvin und Wolfgang Capito zu hören.
1541 reiste er nach Wittenberg, wo er am 7. Oktober 1541 immatrikuliert wurde. Hier studierte er bei Martin Luther sowie bei Philipp Melanchthon, den er zeitlebens sehr schätzte. 1542 wurde er Magister, zusammen mit Johann Stigel, Johann Crato aus Breslau, Heinrich Meier aus Bern und anderen.
1543 berief ihn Graf Philipp von Rieneck zur Einführung der Reformation nach Lohr am Main. Dazu wurde er am 28. November 1543 von Johannes Bugenhagen in Wittenberg ordiniert. Als Hofprediger des Grafen entfaltete er eine weitreichende Wirksamkeit. Unter seiner Predigttätigkeit ging die Stadt und danach die ganze Grafschaft gewaltlos zur Reformation über. Als die Grafschaft nach dem Tod des Grafen Philipp 1559 an das Erzstift Mainz fiel, durfte er bei seiner Gemeinde bleiben. In Lohr heiratete Ulmer 1544 die Bürgerstochter Anna Helferich, mit der er neun Kinder hatte.
Ulmer folgte 1566 dem Ruf des Rates von Schaffhausen und kehrte in seine Vaterstadt zurück, wo er erst als Münsterpfarrer und ab 1569 als Pfarrer am St. Johann und als Dekan der Schaffhauser Kirche wirkte. Er prägte sie vor allem durch die zunächst umstrittene Einführung eines neuen Katechismus (1569), durch eine neue Kirchenordnung (1592) und durch die Neuordnung des Schul- und Stipendiatenwesens. Von 1566 bis 1594 betreute er nebenamtlich die Pfarrbibliothek Schaffhausen. Geschätzt wurde er auch als Übersetzer lateinischer Schriften ins Deutsche und als Dichter von Kirchenliedern. Theologisch von Martin Bucer und Philipp Melanchthon geprägt, wandte er sich scharf gegen die Abendmahlslehre des lutherischen Konkordienbuchs, insbesondere gegen Jakob Andreae. Er pflegte einen ausgedehnten Briefwechsel, hauptsächlich mit seinen Zürcher Amtskollegen Heinrich Bullinger, Rudolf Gwalther und Johann Wilhelm Stucki, aber auch mit Théodore de Bèze in Genf, Conrad Dasypodius in Straßburg, Daniel Tossanus in Heidelberg und anderen. 1596 wurde er wegen Altersschwäche vom Predigtdienst freigestellt. Vier Jahre danach verstarb er am 7. August 1600 im 82. Altersjahr.

## Werke
- De horologiis sciotericis, quotquot in aliquo plano aut aedificiorum aut truncorum describi commode possunt. Nürnberg 1556
- Geodaisia, das ist: von gewisser und bewährter Feldmessung ein gründlicher Bericht. Strassburg 1580, doi:10.3931/e-rara-79829 (Digitalisat auf e-rara).
- Catechismus oder Kinderbricht, für die Kirchen in der Statt und Landtschafft Schaffhusen, mit angehenckten reinen Kirchengesangen, auff yede Houptstuck dess Catechismi gerichtet. Zürich 1569.
- Psalmen und geistliche Lieder, welche in den Kirchen und Schuolen der Statt Schaffhusen gesungen werdend. Zürich 1579.
- Symbola, oder der alte Glaub  das ist: die fürnemeste Bekanntnussen dess Glaubens von den heiligen alten bewärten Concilien unnd Vättern. Zürich 1583.
- New Jesuwitspiegel, darinnen durch trey schöne Bücher und ein lustig Gespräche, ihre Lehre, Glauben und Leben. Basel 1586.
- Christliche Ordnung und Breuch der Kirchen zu Schaffhausen in der Eydgnossschaft. Schaffhausen 1592.
- Fünff Predigten von den heiligen Sacramenten, Alts unnd News Testaments. Zürich 1598.
- Trostgeschrifft für angefochtne und betrübte Hertzen, welche mit dem Last jrer Sünden und mit schwären Gedancken jres Gewissens geengstet werdend. Zürich 1579, 1600.
- De Sacramento Coenae Dominicae, Homiliae V. Zürich 1601.
- Digitalisierte Werke bei e-rara (Schweizer Drucke des 16. Jahrhunderts)